# 100 metros mariposa
100 metros Mariposa (br: 100 m borboleta) é a modalidade de velocidade do estilo mariposa da natação.

## Recordes Mundiais masculinos

### Piscina Longa (50m)
| TEMPO  | NADADOR          | DATA                   |
| ------ | ---------------- | ---------------------- |
| 1:03.4 | György Tumpek    | 26 de maio de 1957     |
| 1:01.5 | Takashi Ishimoto | 16 de junho de 1957    |
| 1:01.3 | Takashi Ishimoto | 7 de julho de 1957     |
| 1:01.2 | Takashi Ishimoto | 6 de setembro de 1957  |
| 1:01.1 | Takashi Ishimoto | 29 de junho de 1958    |
| 1:01.0 | Takashi Ishimoto | 14 de setembro de 1958 |
| 59.0   | Lance Larson     | 26 de junho de 1960    |
| 58.7   | Lance Larson     | 24 de julho de 1960    |
| 59.0   | Fred Schmidt     | 20 de agosto de 1961   |
| 58.4   | Luis Nicolao     | 24 de abril de 1962    |
| 57.0   | Luis Nicolao     | 27 de abril de 1962    |
| 56.3   | Mark Spitz       | 31 de julho de 1967    |
| 56.3   | Douglas Russell  | 29 de agosto de 1967   |
| 55.7   | Mark Spitz       | 7 de outubro de 1967   |
| 55.6   | Mark Spitz       | 30 de agosto de 1968   |
| 55.0   | Mark Spitz       | 25 de agosto de 1971   |
| 54.72  | Mark Spitz       | 4 de agosto de 1972    |
| 54.56  | Mark Spitz       | 4 de agosto de 1972    |
| 54.27  | Mark Spitz       | 31 de agosto de 1972   |
| 54.18  | Joe Bottom       | 27 de agosto de 1977   |
| 54.15  | Pär Arvidsson    | 11 de abril de 1980    |
| 53.81  | William Paulus   | 3 de abril de 1981     |
| 53.44  | Matt Gribble     | 6 de agosto de 1983    |
| 53.38  | Pablo Morales    | 26 de junho de 1984    |
| 53.08  | Michael Gross    | 30 de julho de 1984    |
| 52.84  | Pablo Morales    | 23 de junho de 1986    |
| 52.32  | Denis Pankratov  | 23 de agosto de 1995   |
| 52.27  | Denis Pankratov  | 24 de julho de 1996    |
| 52.15  | Michael Klim     | 9 de outubro de 1997   |
| 52.03  | Michael Klim     | 10 de dezembro de 1999 |
| 51.81  | Michael Klim     | 12 de dezembro de 1999 |
| 51.76  | Andriy Serdinov  | 25 de julho de 2003    |
| 51.47  | Michael Phelps   | 25 de julho de 2003    |
| 50.98  | Ian Crocker      | 26 de julho de 2003    |
| 50.76  | Ian Crocker      | 13 de julho de 2004    |
| 50.40  | Ian Crocker      | 30 de julho de 2005    |
| 50.22  | Michael Phelps   | 9 de julho de 2009     |
| 50.01  | Milorad Čavić    | 31 de julho de 2009    |
| 49.82  | Michael Phelps   | 1 de agosto de 2009    |
| 49.50  | Caeleb Dressel   | 26 de julho de 2019    |

### Piscina Curta (25m)
| TEMPO | NADADOR            | DATA                   |
| ----- | ------------------ | ---------------------- |
| 51.93 | Denis Pankratov    | 5 de fevereiro de 1997 |
| 51.78 | Denis Pankratov    | 7 de fevereiro de 1997 |
| 51.16 | Michael Klim       | 22 de janeiro de 1998  |
| 51.07 | Michael Klim       | 22 de janeiro de 1998  |
| 51.02 | James Hickman      | 14 de dezembro de 1998 |
| 50.99 | Michael Klim       | 2 de setembro de 1999  |
| 50.59 | Lars Frölander     | 16 de março de 2000    |
| 50.44 | Lars Frölander     | 17 de março de 2000    |
| 50.26 | Thomas Rupprath    | 14 de dezembro de 2001 |
| 50.10 | Thomas Rupprath    | 27 de janeiro de 2002  |
| 50.02 | Milorad Čavić      | 12 de dezembro de 2003 |
| 49.77 | Ian Crocker        | 26 de março de 2004    |
| 49.07 | Ian Crocker        | 26 de março de 2004    |
| 48.48 | Evgeny Korotyshkin | 15 de novembro de 2009 |
| 48.08 | Chad Le Clos       | 8 de dezembro de 2016  |

## Recordes Mundiais femininos

### Piscina Longa (50m)
| TEMPO   | NADADORA          | DATA                   |
| ------- | ----------------- | ---------------------- |
| 1:10.5  | Atie Voorbij      | 4 de agosto de 1957    |
| 1:09.6  | Nancy Ramey       | 28 de junho de 1958    |
| 1:09.1  | Nancy Ramey       | 2 de setembro de 1959  |
| 1:08.9  | Janice Andrew     | 2 de abril de 1961     |
| 1:08.8  | Mary Stewart      | 12 de agosto de 1961   |
| 1:08.2  | Susan Doerr       | 12 de agosto de 1961   |
| 1:07.3  | Mary Stewart      | 28 de julho de 1962    |
| 1:06.5  | Kathy Ellis       | 16 de agosto de 1963   |
| 1:06.1  | Ada Kok           | 1 de setembro de 1963  |
| 1:05.1  | Ada Kok           | 30 de maio de 1964     |
| 1:04.7  | Sharon Stouder    | 16 de outubro de 1964  |
| 1:04.5  | Ada Kok           | 14 de agosto de 1965   |
| 1:04.1  | Alice Jones       | 20 de agosto de 1970   |
| 1:03.9  | Mayumi Aoki       | 21 de julho de 1972    |
| 1:03.80 | Andrea Gyarmati   | 31 de agosto de 1972   |
| 1:03.34 | Mayumi Aoki       | 1 de setembro de 1972  |
| 1:03.05 | Kornelia Ender    | 14 de abril de 1973    |
| 1:02.31 | Kornelia Ender    | 14 de julho de 1973    |
| 1:02.09 | Rosemarie Kother  | 21 de agosto de 1974   |
| 1:01.99 | Rosemarie Kother  | 22 de agosto de 1974   |
| 1:01.88 | Rosemarie Kother  | 1 de setembro de 1974  |
| 1:01.33 | Kornelia Ender    | 9 de junho de 1975     |
| 1:01.24 | Kornelia Ender    | 24 de julho de 1975    |
| 1:00.13 | Kornelia Ender    | 4 de junho de 1976     |
| 59.78   | Christiane Knacke | 28 de agosto de 1977   |
| 59.46   | Andrea Pollack    | 3 de julho de 1978     |
| 59.26   | Mary T. Meagher   | 11 de abril de 1980    |
| 57.93   | Mary T. Meagher   | 16 de agosto de 1981   |
| 57.88   | Jenny Thompson    | 23 de agosto de 1999   |
| 56.69   | Inge de Bruijn    | 27 de maio de 2000     |
| 56.64   | Inge de Bruijn    | 22 de julho de 2000    |
| 56.61   | Inge de Bruijn    | 17 de setembro de 2000 |
| 56.44   | Sarah Sjöström    | 26 de julho de 2009    |
| 56.06   | Sarah Sjöström    | 27 de julho de 2009    |
| 55.98   | Dana Vollmer      | 29 de julho de 2012    |
| 55.74   | Sarah Sjöström    | 2 de agosto de 2015    |
| 55.64   | Sarah Sjöström    | 3 de agosto de 2015    |
| 55.48   | Sarah Sjöström    | 7 de agosto de 2016    |

### Piscina Curta (25m)
| TEMPO | NADADORA          | DATA                    |
| ----- | ----------------- | ----------------------- |
| 58.77 | Angela Kennedy    | 18 de fevereiro de 1995 |
| 58.68 | Limin Liu         | 2 de dezembro de 1995   |
| 58.29 | Misty Hyman       | 1 de dezembro de 1996   |
| 58.24 | Ayari Aoyama      | 28 de março de 1997     |
| 57.79 | Jenny Thompson    | 19 de abril de 1997     |
| 56.90 | Jenny Thompson    | 1 de dezembro de 1998   |
| 56.80 | Jenny Thompson    | 12 de fevereiro de 2000 |
| 56.56 | Jenny Thompson    | 18 de março de 2000     |
| 56.55 | Martina Moravcová | 26 de janeiro de 2002   |
| 56.34 | Natalie Coughlin  | 22 de novembro de 2002  |
| 55.95 | Libby Lenton      | 28 de agosto de 2006    |
| 55.89 | Felicity Galvez   | 13 de abril de 2008     |
| 55.74 | Libby Trickett    | 26 de abril de 2008     |
| 55.68 | Jessicah Schipper | 12 de agosto de 2009    |
| 55.46 | Felicity Galvez   | 11 de novembro de 2009  |
| 55.05 | Diane Bui Duyet   | 12 de dezembro de 2009  |
| 54.61 | Sarah Sjöström    | 7 de dezembro de 2014   |